# Antoine-Tristan Danty d'Isnard
Antoine-Tristan Danty d'Isnard  ou Danthi-Disnard (Londres, 12 de maio de 1633 – Paris, 15 de maio de 1743) foi um  botânico francês.
Em 1661, dois anos  antes do  seu nascimento,  seu pai  foi chamdo pelo rei  Carlos II de Inglaterra (1630-1685) para combater uma epidemia de peste. Em 1688, os  Danty d’Isnard  retornam a França, onde, em Paris,   Antoine-Tristan obtem seu título de doutorado em 1703.
Após a morte de   Joseph Pitton de Tournefort (1656-1708) , Antoine assume brevemente como   curador do "Jardim do Rei", sendo  substituído por  Antoine de Jussieu (1686-1758).  Tornou-se assistente botânico da Academia das Ciências da França em 25 de janeiro de 1716, titular químico em 11 de agosto de 1721, e titular botânico em 20 de agosto de 1722.
Elaborou o catálogo das plantas do Jardim do Rei em 1709. Recolhe numerosas plantas da região parisiense e as classifica com Tournefort, Sébastien Vaillant (1669-1722) e Antoine de Jussieu (1686-1758). O seu herbário foi comprado por Philibert Commerson (1727-1773), posteriormente por  Adrien de Jussieu (1797-1853) , e atualmente é conservado pelo Museu Nacional de História Natural(França).